# Aseraggodes diringeri
Espèce
Synonymes
- Parachirus diringeri Quéro, 1997
- Pardachirus diringeri (Quéro, 1997)

Aseraggodes diringeri est une espèce de poissons pleuronectiformes de la famille des soléidés.

## Description
C'est une petite sole très discrète, qui mesure jusqu'à 104 mm. Sa couleur est crème, ponctuée de points plus sombres et de taches plus claires, qui miment le sable.

## Distribution
Cette espèce est endémique de l'ouest de l'océan Indien. Elle se rencontre entre 0 et 35 m de profondeur au Kenya, en Afrique du Sud, aux Mascareignes et aux Chagos.

## Étymologie
Cette espèce est nommée en l'honneur de Alain Diringer.

## Publication originale
- Quéro, 1997 : Soleidae et Cynoglossidae (Pleuronectiformes) de l'Ile de la Réunion (Océan Indien): description d'une nouvelle espèce. Cybium, vol. 21, n. 3, p. 319-329 (texte intégral).